# Джексон, Питер (футболист)
Питер Аллан Джексон (англ. Peter Allan Jackson; 6 апреля 1961, Брэдфорд, Англия) — английский футболист, игравший на позиции защитника, тренер.

## Карьера
Питер играл как центральный защитник за «Брэдфорд Сити», «Ньюкасл Юнайтед», «Хаддерсфилд Таун», «Честер Сити» и «Галифакс Таун», обладая сильным взаимопониманием с большинством клубных фанатов и часто избирался капитаном, клубами, в которых играл.
В мае 1985 года Джексон выиграл чемпионат третьего дивизиона с «Брэдфорд Сити», но тот день превратился в кошмар, когда 56 зрителей погибли в ужасном поэаре стояли во время игры в «Линкольн Сити». В последующие недели Джексон присутствовал на похоронах зрителей.
Джексон перебрался в «Хаддерсфилд Таун» в 1990 году. Он стал капитаном клуба играя с Оуэном Руком, Яном Россом и Нила Уорноком. Он был тренером резервной команды вместе с Кевином Блэквеллом в 1993 году в Хаддерсфилде, вплоть до конца сезона 1993/94.